# Johan Georg Wallencreutz
Johan Georg Wallenberg (adlad Wallencreutz), född 17 augusti 1712 i Stockholm, död 9 augusti 1789 i Stockholm, var ett svenskt bergsråd och statssekreterare.

## Biografi
Johan Georg Wallenberg var son till Georg Mårtensson Wallberg (1670-1715) och Anna Magdalena Silfverström (1685-1761). Han antogs vid kungliga myntet 1729 och blev auskultant i bergskollegiet 1730 samt extra ordinarie kanslist där 1731. Han fortsatte sin karriär som extra ordinarie notarie 1737, ordinarie kanslist 1739, förste kanslist 1740 och sekreterare 1745. 
Wallenberg förordnades 1737 till protokollsförare i kommissarialrätten rörande Vedevågs bruk samt 1753 till ledamot i statskommissionen.  Han blev assessor i bergskollegiet 1753 och extra ordinarie bergsråd 1757. Den 18 augusti 1760 blev han adlad ”Wallencreutz” (introducerad 1773 under nr 1982). 
Han gifte sig två gånger; 1743 i Stockholm med Brita Maria Walleria (1717-1770) och 1774 i Stockholm med friherrinnan Johanna Lilliesvärd (1726-1799). Wallencreutz ägde 1773 gården Lilla Frösunda i Solna socken och det var troligen han som lät uppföra nuvarande herrgårdsanläggning. Han fann sin sista vila i Storkyrkan i Stockholm. Sonen Göran Otto Wallencreutz (1747-1805) avled ogift och slöt ätten på svärdssidan.